# Hans Conrad Peyer
Hans Conrad Peyer (Sciaffusa, 19 settembre 1922 – Zurigo, 16 marzo 1994) è stato uno storico svizzero.

## Biografia
Hans Conrad Peyer nacque a Sciaffusa, figlio del medico Hermann Peyer (31 agosto 1874 – 21 febbraio 1923) e di Hildegard Amsler (1895 – 1980). Il padre fu capo della spedizione della Croce Rossa svizzera in Montenegro durante la Seconda guerra balcanica del 1912/13, e il suo diario è conservato nell'archivio cantonale della città di Sciaffusa. Nel 1914 assunse la direzione del servizio sanitario dell'esercito montenegrino e dal 1917 esercitò come medico a Sciaffusa. Dopo la morte del padre, nel 1926 la madre si risposò con il cugino di Hermann, Bernhard Peyer (1885 – 1963). Quest'ultimo era un anatomista e paleontologo, poi professore all'Università di Zurigo nel 1943; la coppia ebbe altri cinque figli.
A partire dal 1941, Hans Conrad Peyer studiò a Zurigo e Ginevra storia, storia economica e germanistica. Negli anni del dopoguerra, fra il 1946 e il 1947 svolse ricerche negli archivi dell'Italia settentrionale per la sua tesi di dottorato Zur Getreidepolitik oberitalienischer Städte im Mittelalter, supervisionata dallo storico Karl Meyer, che concluse nel 1948 e pubblicò nel 1950. Successivamente collaborò con Leo Santifaller e Alphons Lhotsky alla sezione viennese della Monumenta Germaniae Historica (1949/50), curando l'edizione dei documenti di Federico I.
A Roma, nel 1950/51, strinse amicizia con Reinhard Elze, che in seguito divenne direttore del Deutsches Historisches Institut di Roma, e con Heinrich Schmidinger, che in seguito diresse l'Österreichisches Kulturinstitut (forum austriaco di cultura) a Roma. Nel 1951 Peyer sposò Marianne Hefti, sorella del consigliere agli stati glaronese Peter Hefti. La coppia ebbe tre figli.
Dopo l'abilitazione conseguita nel 1954, Peyer entrò nel servizio archivistico nel 1956, inizialmente come assistente scientifico. Dal 1964 al 1969 diresse l'Archivio di Stato di Zurigo come archivista di stato. Nel 1963 fu nominato professore all'Università di Zurigo, nel 1966 divenne professore straordinario di storia svizzera antica (fino al 1750). Insegnò anche all'Università di Berna come professore straordinario a tempo parziale dal 1964 al 1965 e ricevette incarichi dalle Università di Münster e di Francoforte. Nel 1969 fu nominato professore ordinario di storia della Svizzera e di storia economica e sociale antica all'Università di Zurigo. Nel 1981/1982 Peyer fu borsista di ricerca al Historisches Kolleg di Monaco, dove scrisse la sua opera principale sul medioevo. Dal 1982 al 1984 fu decano all'Università di Zurigo.
Peyer si concentrò meno su metodi e teorie e più su processi storici e sociali fino a quel momento poco studiati, specialmente nella storia delle mentalità e nella storia sociale, ispirandosi alla concezione delle "lunghe onde" dello sviluppo storico di Fernand Braudel. Lavorò intensamente con le fonti indipendentemente dall'ampiezza del tema, come dimostrato nella sua tesi di dottorato o nelle sue opere su La formazione del confine nella Vallée de Joux, Federico Barbarossa, Monza e Aquisgrana e L'archivio della fortezza di Baden (1982).
I due principali ambiti tematici nelle opere successive furono la storia costituzionale e la storia economica. Si occupò del settore bancario, dello sviluppo del commercio internazionale e dei mercati, con particolare attenzione alla produzione di lana e al settore tessile, all'allevamento del bestiame e al mercato dei cavalli. Le questioni di diritto costituzionale furono trattate nella sua abilitazione, con particolare riguardo alla Svizzera intorno al 1500 (aristocratizzazione e servizio mercenario). Fu membro dell'Associazione per la storia costituzionale.
Peyer pubblicò anche contributi sulla storia della città di Zurigo. Fornì inoltre panoramiche sul primo e alto medioevo e sul periodo di formazione della Confederazione nel Manuale di storia svizzera (1972). Creò una sintesi con la Storia costituzionale dell'antica Svizzera (1978). Peyer perì il 16 marzo 1994 di morte improvvisa. Il suo lascito si trova nell'Archivio dell'Università di Zurigo.

## Opere
- Zur Getreidepolitik oberitalienischer Städte im 13. Jahrhundert, Diss., Wien 1950.
- Friedrich Barbarossa, Monza und Aachen, in: Deutsches Archiv für Erforschung des Mittelalters 8 (1951) 438–460.
- Die Entstehung der Landesgrenze in der Vallée de Joux. Ein Beitrag zur Siedlungsgeschichte des Juras, in: Schweizerische Zeitschrift für Geschichte 1 (1951) 429–451. (online, PDF)
- Stadt und Stadtpatron im mittelalterlichen Italien, Europa Verlag, 1955.
- mit Alfred Schelling: Leinwandgewerbe und Fernhandel der Stadt St. Gallen. Von den Anfängen bis 1520. Unter Benützung der Vorarbeiten von Alfred Schelling und Hector Ammann, Zollikofer, 1959.
- Das Trecento. Italien im 14. Jahrhundert, Artemis, Zürich-Stuttgart 1960.
- Die Zweimann-Aktiengesellschaft, Bern 1963.
- Das Archiv der Feste Baden. Dorsualregesten und Archivordnung im Mittelalter, in: Festgabe Hans von Greyerz zum 60. Geburtstag, Bern 1967, S. 685–698, erneut in: Ludwig Schmugge, Roger Sablonier, Konrad Wanner (Hrsg.): König, Stadt und Kapital. Aufsätze zur Wirtschafts- und Sozialgeschichte des Mittelalters, Zürich 1982.
- Von Handel und Bank im alten Zürich, Berichthaus, Zürich 1968.
- Zürich im Früh- und Hochmittelalter, in: Emil Vogt, Ernst Meyer, Hans Conrad Peyer: Zürich von der Urzeit zum Mittelalter, Zürich 1971, S. 165–221.
- Verfassungsgeschichte der alten Schweiz, Zürich 1978.
- mit Ludwig Schmugge, Roger Sablonier: Könige, Stadt und Kapital, Verlag Neue Zürcher Zeitung, 1982.
- Frühes und hohes Mittelalter, in: Handbuch der Schweizer Geschichte, Bd. 1, 1980, S. 93–160.
- Gastfreundschaft und kommerzielle Gastlichkeit im Mittelalter (= Schriften des Historischen Kollegs. Vorträge, Bd. 3), München 1983. (Digitalisat)
- (Herausgeber): Gastfreundschaft, Taverne und Gasthaus im Mittelalter (= Schriften des Historischen Kollegs. Kolloquien, Bd. 3), Oldenbourg, München 1983. ISBN 978-3-486-51661-6 (Digitalisat)
- Von der Gastfreundschaft zum Gasthaus, Hahnsche Buchhandlung, 1987.